# اراکی ۴۷۱۸
سیارک ۴۷۱۸ (به انگلیسی: 4718 Araki، نامگذاری:1990VP3) چهار هزار و هفتصد و هجدهمین سیارک کشف شده‌است که در ۱۳ نوامبر ۱۹۹۰ کشف شد.
قدر مطلق سیارک برابر ۱۲٫۶۰ است.